# Obràztsovo-Travino
Obràztsovo-Travino (en rus: Образцово-Травино) és un poble de l'óblast d'Astracan, a Rússia, segons el cens del 2010 tenia 2.730 habitants.